# 화동고지도
화동고지도(華東古地圖)는 16세기 말에서 17세기 초 사이에 만들어졌을 것으로 추정되는 작자미상의 세계지도이다. 비단 바탕에 그려진 대형 채색 지도이며, 크기는 가로 198.5센티미터, 세로는 179센티미터이다. 현재 서울대학교 규장각에 소장되어있다. 채색필사본.

## 화동고지도의 내용
- 중국과 한국을 중심으로 그렸다는 점에 착안해 후대 사람들이 화동고지도라 이름 붙였으며, 원래 지도의 정확한 이름은 알 수 없다.[1]
- 임진왜란 이전에 제작된 지도 중 현전하는 지도가 매우 적은 것으로 볼 때, 이 지도는 조선 전기 지도의 모습을 보여 주는 귀중한 자료이다.
- 16세기에 제작된 「조선방역지도(朝鮮方域之圖)」와 「혼일역대국도강리지도(混一歷代國都疆理地圖)」 와 더불어 15세기 「동국지도」의 모습을 유추할 수 있는 지도이다.[출처 필요]
- 한국의 서해와 산동반도 남쪽의 황해 사이에 변동이 많았던 황하(黃河)의 물길이 변천한 역사를 기록하였다.
- 삼불제(三佛齊), 점성(店城), 조와(爪蛙), 안남(安南), 섬라(暹羅), 만라가 등 동남아 국가들이 그려져있다.[2]

## 화동고지도의 특징
- 조선이 실제보다 크게 그려짐 : 한반도가 과장되어 실제보다 크게 그려졌다. 이것은 1402년(태종 2)에 제작된 「혼일강리역대국도지도」와 공통된 점이다. 그 이유는 첫 번째로 전국의 군현(郡縣)을 모두 기입하다보니 자연히 지도가 커졌기 때문이고, 두 번째로는 중국과 마찬가지로 조선이 세계의 중심에 있다는 문화적 자존의식이 반영된 까닭이라고 볼 수 있다.[3] 「혼일강리역대국도지도」와 전체적인 윤곽은 비슷하지만, 「화동고지도」에서는 조선부분이 더 정확하고 자세하게 그려졌으며 일본은 조선의 남쪽에 위치를 표시하는 정도에 그쳤다는 점이 차이점이다.

- 5방색 사용 : 중국과 한국을 중심으로 합성시킨 이 지도는 백두대간이 뚜렷하게 강조되어있다. 또한 조선 8도와 중국 13성은 군현명의 바탕색을 달리하였다. 8도 군현의 이름이 청백적흑황(淸白赤黑黃)의 5방색으로 칠해져있는데, 5방색 채색은 풍수지리사상이 반영된 우리나라만의 고유한 채색법이라고 한다.[출처 필요]

- 회화적 요소 - 수파묘 : 미술사학자인 안휘준교수는 고지도를 그리는 방법이나 표현방식으로 분류해 회화식 지도와 도면식 지도로 나누었다. 이에 따르면 「화동고지도」는 도면식 지도에 속한다. 그럼에도 불구하고 도면식 지도에 종종 회화적 요소가 보이기도 하는데 「화동고지도」에 나타난 수파묘(水波描 : 바다의 물결무늬)가 그 대표적인 예이다. 각 수파의 머리 부분에 가해진 네 개의 곡선들을 제외하고는 여러 개의 직선들을 서로 엇빗겨 가했는데, 이는 전체적으로 대단히 도식적이며 평면적인 특징을 가지고 있다.[4]

## 제작연대추정
이 지도는 연대를 고증할 만한 제문(題文)도 없고 보존 상태도 좋은 편이 아니라 정확한 제작 연대를 고증하는 것은 불가능하다. 그러나 중국의 행정구역 중 명나라 만력 연간(1573년 ~ 1615년)에 바뀐 지명이 보아 16세기 말에서 17세기 초의 어느 시기에 제작된 것이라 추정하고 있다.
한국의 행정구역 중에서 1600년에 창원(昌原)이나 전라도 진원이 그려져있거나, 1637년(인조 15년)에 설치된 경상도 자인현이 보이지 않는 것은 이 지도가 1573년에서 1600년 사이에 제작되었다는 것을 말해 준다.
또한 이 지도에는 유구가 보이면서도 일본을 조선 남쪽에 조그맣게 위치를 표시하는 정도로 그쳤다. 이것으로 미루어 볼 때 이 지도가 제작될 당시 일본에 대한 관심이 적었다는 것을 의미한다. 그렇다면 임진왜란 이전 일본에 대한 관심이 적었을 때 제작되었을 것이라 추정되고 있다.

## 같이 보기
- 혼일강리역대국도지도
- 동국지도

## 참고자료
- 《우리 옛지도와 그 아름다움》, 한영우, 안휘준, 배우성. 효형출판 2003.
- 규장각한국학연구원
- 국사편찬위원회
- 최선웅의 지도 이야기/그림지도[깨진 링크(과거 내용 찾기)]